# تلفات جنگ داخلی سوریه

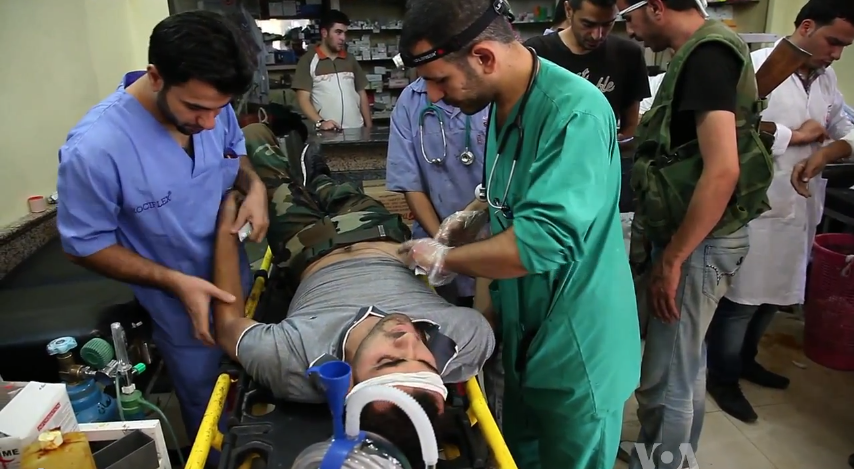
پزشکان و کارکنان بخش سلامت در حال درمان جنگجویان شورشی و غیرنظامیان در حلب

تخمین‌ها از تعداد کشته شدگان جنگ داخلی سوریه بر اساس گروه‌های فعال اپوزیسیون، بین ۳۷۱،۲۲۲ و بیش از ۵۷۰،۰۰۰ نفر متفاوت است. فرستاده سازمان ملل متحد و اتحادیه عرب به سوریه در ۲۳ آوریل ۲۰۱۶ تخمینی از ۴۰۰٬۰۰۰ کشته را در جنگ برآورد کرده‌است.
یونیسف گزارش کرد از اوایل فوریه ۲۰۱۲ بیش از ۵۰۰ کودک کشته شده‌اند. گزارش شده ۴۰۰ کودک دیگر بازداشت و در زندان‌های سوریه شکنجه شده‌اند. دولت سوریه هر دو ادعا را رد کرده‌است. علاوه بر این بیش از ۶۰۰ بازداشتی و زندانی سیاسی تحت شکنجه کشته شده‌اند. گروه فعال مخالف دیده‌بان حقوق بشر سوریه گزارش کرد شمار کودکان کشته شده در درگیری به ۵٬۸۳۳ رسید و شمار زنان به ۳٬۹۰۵.

## کل تلفات

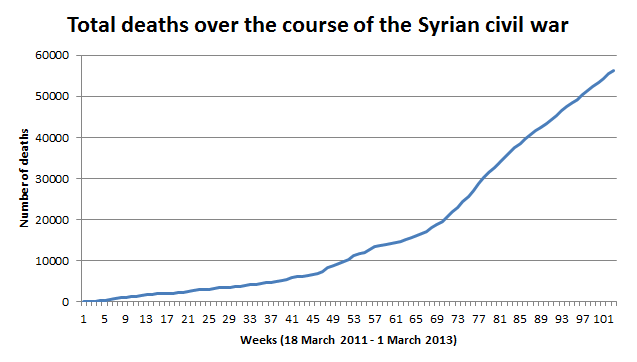
کل تلفات مارس ۲۰۱۱–۱ مارس ۲۰۱۳

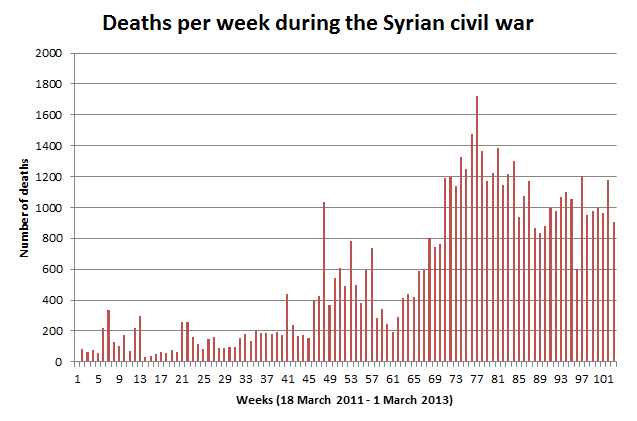
آمار هفتگی کشته شدگان

| فرمانداری | تعداد تلفات |
| --------- | ----------- |
| لاذقیه    | ۱٬۵۱۱       |
| ریف دمشق  | ۳۴٬۸۱۳      |
| حمص       | ۱۷٬۹۹۳      |
| حما       | ۹٬۸۶۷       |
| حسکه      | ۱٬۶۹۳       |
| درعا      | ۱۴٬۲۲۷      |
| حلب       | ۳۱٬۲۵۷      |
| دیر الزور | ۹٬۶۹۶       |
| دمشق      | ۹٬۷۴۷       |
| طرطوس     | ۵۵۵         |
| قنیطره    | ۱٬۰۶۹       |
| ادلب      | ۱۶٬۶۹۹      |
| سوید      | ۱۰۶         |
| رقه       | ۲٬۶۵۵       |
| مجموع     | ۱۵۱٬۸۸۸     |

| منبع                  | تلفات        | بازه زمانی                   |
| --------------------- | ------------ | ---------------------------- |
| شبکه حقوق بشری سوریه  | ۸۳٬۵۹۸ کشته  | ۱۵ مارس ۲۰۱۱ – ۲۹ مه ۲۰۱۳    |
| بنیاد قرن آینده       | ۷۵٬۸۱۶ کشته  | ۱ ژوئن ۲۰۱۲ – ۳۰ ژوئن ۲۰۱۳   |
| سازمان ملل متحد       | ۱۰۰٬۰۰۰ کشته | ۱۵ مارس ۲۰۱۱ – ۲۴ ژوئیه ۲۰۱۳ |
| مرکز اسناد جرم‌ها      | ۸۳٬۲۶۳ کشته  | ۱۵ مارس ۲۰۱۱ – ۳۱ اوت ۲۰۱۳   |
| دیدبان حقوق بشر سوریه | ۱۱۰٬۳۷۱ کشته | ۱۵ مارس ۲۰۱۱ – ۳۱ اوت ۲۰۱۳   |

## کل تلفات بر اساس دوره زمانی
| دوره زمانی     | نیروهای طرفدار دولت | نیروهای ضد دولتی | غیرنظامیان   | مجموع کل (شامل ناشناس‌ها) |
| -------------- | ------------------- | ---------------- | ------------ | ------------------------ |
| ۲۰۱۱ ۲۰۱۲ ۲۰۱۳ | ۵۲٬۲۹۰              | ۲۹٬۰۸۳           | ۴۶٬۲۶۶       | ۱۳۰٬۵۸۲                  |
| ۲۰۱۴           | ۲۵٬۱۶۰              | ۳۲٬۷۲۶           | ۱۷٬۷۹۰       | ۷۶٬۰۲۱                   |
| ۲۰۱۵           | ۱۷٬۶۸۶              | ۲۴٬۰۱۰           | ۱۳٬۲۴۹       | ۵۵٬۲۱۹                   |
| ۲۰۱۶           | ۱۴٬۱۹۲              | ۲۱٬۴۶۷           | ۱۳٬۶۱۷       | ۴۹٬۷۴۲                   |
| ۲۰۱۷           | ۸٬۸۱۳               | ۱۳٬۹۵۵           | ۱۰٬۵۰۷       | ۳۳٬۴۲۵                   |
| ۲۰۱۸           | ۴۴۳۳                | ۷۹۴۸             | ۵۷۷۳         | ۱۸۰۶۷                    |
| جمع کل         | ۱۲۲٬۵۷۴ کشته        | ۱۲۹٬۱۸۹ کشته     | ۱۰۷٬۲۰۲ کشته | ۳۶۲٬۰۵۶ کشته             |